# Higo Magalhães
Higo Magalhães Batista (Goiânia, Goiás, Brasil; 6 de abril de 1982), a veces conocido simplemente como Higo, es un exfutbolista y entrenador brasileño de fútbol.

## Trayectoria

### Como futbolista
Inició su carrera en Vila Nova, debutando con el primer equipo en la Série B de 2002. Dejó el club en 2009 y se trasladó a Goiânia EC.
En 2011, después de jugar para los equipos locales Canedense, Anápolis y Aparecidense, se unió a Boa Esporte. Dejó el club para fichar por Villa Nova antes del Campeonato Mineiro 2012, pero regresó al equipo el 27 de abril de 2012.
Higo regresó a su estado natal en 2013, uniéndose a Itumbiara. Luego volvió a su antiguo club, Aparecidense, antes de firmar un contrato con Uberlândia para la temporada 2014.
En julio de 2014, Higo volvió a Goiânia EC, donde jugó ocasionalmente y se retiró al final de la temporada, a la edad de 32 años.

### Como entrenador
Después de retirarse, Higo trabajó como asistente de Ariel Mamede durante varios años, reemplazándolo al frente de la selección sub-20 del Atlético Goianiense en diciembre de 2018. En 2020, regresó a Vila Nova como segundo entrenador del primer equipo y entrenador de la categoría sub-23.
Higo fue nombrado entrenador interino del primer equipo en marzo de 2021, tras el despido de Márcio Fernandes. Regresó a su cargo anterior después del nombramiento de Wagner Lopes, pero fue nombrado nuevamente interino en junio cuando Lopes dejó el club.
De regreso al puesto de asistente tras la llegada de Hemerson María, Higo volvió al puesto directivo en agosto de 2021, tras la dimisión de María. El 24 de noviembre renovó su contrato para la temporada 2022.
El 15 de mayo de 2022, fue despedido por Vila Nova. Fue anunciado como entrenador en Camboriú el 19 de noviembre, pero fue destituido el 6 de febrero del año siguiente.
El 24 de febrero de 2023, Higo reemplazó a Paulo Henrique Marques al frente de Manaus de la Serie C. Fue destituido el 19 de junio, con el club en zona de descenso, y regresó a Vila Nova el 23 de octubre, tras una breve etapa en el Centro Oeste.
Higo dejó Vila Nova el 17 de marzo de 2024, tras una derrota por 2-0 ante Aparecidense en el partido de ida de las semifinales del Campeonato Goiano de 2024.

## Clubes

### Como futbolista
| Club          | País          | Año           | PJ  | Goles |
| ------------- | ------------- | ------------- | --- | ----- |
| Vila Nova     | Brasil        | 2002-2009     | 60  | 0     |
| Goiânia       | Brasil        | 2009          | 7   | 0     |
| Canedense     | Brasil        | 2010          | 16  | 1     |
| Anápolis      | Brasil        | 2010          | 7   | 0     |
| Aparecidense  | Brasil        | 2011          | 6   | 0     |
| Boa Esporte   | Brasil        | 2011          | 19  | 0     |
| Villa Nova    | Brasil        | 2012          | 6   | 0     |
| Boa Esporte   | Brasil        | 2012-2013     | 9   | 0     |
| Itumbiara     | Brasil        | 2013          | 7   | 0     |
| Aparecidense  | Brasil        | 2013          | 6   | 0     |
| Uberlândia    | Brasil        | 2014          | 1   | 0     |
| Goiânia       | Brasil        | 2014          | 2   | 0     |
| Total carrera | Total carrera | Total carrera | 146 | 1     |

### Como ayudante técnico
| Club                       | País   | Año       |
| -------------------------- | ------ | --------- |
| Vila Nova Sub-17           | Brasil | 2015      |
| Rondoniense                | Brasil | 2016      |
| Grêmio Anápolis            | Brasil | 2016      |
| Atlético Goianiense Sub-20 | Brasil | 2017      |
| Vila Nova Sub-17           | Brasil | 2017-2018 |
| Atlético Goianiense Sub-17 | Brasil | 2018-2019 |
| Vila Nova                  | Brasil | 2020-2021 |

### Como entrenador
| Club                                  | País   | Año       |
| ------------------------------------- | ------ | --------- |
| Atlético Goianiense Sub-20 (interino) | Brasil | 2019      |
| Vila Nova (interino)                  | Brasil | 2021      |
| Vila Nova                             | Brasil | 2021-2022 |
| Camboriú                              | Brasil | 2023      |
| Manaus                                | Brasil | 2023      |
| Centro Oeste                          | Brasil | 2023      |
| Vila Nova                             | Brasil | 2023-2024 |

## Palmarés

### Como futbolista
| Título            | Club        | País   | Año  |
| ----------------- | ----------- | ------ | ---- |
| Campeonato Goiano | Vila Nova   | Brasil | 2005 |
| Copa Minas Gerais | Boa Esporte | Brasil | 2012 |